# 源師
源 師（げん し、生没年不詳）は、中国の隋の政治家。字は踐言。本貫は西平郡楽都県。

## 経歴
源彪の子として生まれた。はじめ北斉の司空府参軍として任官し、尚書左外兵郎中に転じ、祠部を管掌した。ときに龍星が観測されたので、大臣の高阿那肱に雩祭をおこなうよう進言したが容れられず、礼が廃れたことを嘆き、北斉の滅亡を予見した。577年、北周の武帝が北斉を平定すると、源師は司賦上士に任ぜられた。
581年、楊堅が隋を建国すると、魏州長史に任ぜられた。長安に召し出されて尚書考功侍郎となり、吏部を管掌した。隋の国制や法令を定める議論に参加して、寄与するところが大きかった。597年、尚書右丞・尚書左丞を歴任して、智慧と才幹で有名となった。蜀王楊秀がたびたび法令を破ったので、源師は益州総管司馬となって教導することとなった。ときに楊秀が長安に呼び出されたが、楊秀は恐れて仮病を使い、行こうとしなかった。源師が皇帝の命令に違反しないよう何度も勧めたので、楊秀は激怒したが、源師が泣いて諫めたので、楊秀はやむなく従った。楊秀が廃位された後、益州の官属の多くは連座したが、源師は罪に落とされるのを免れた。後に儀同三司の位を加えられた。
604年、煬帝が即位すると、大理少卿に任ぜられた。あるとき私用で衛士を外出させた主帥があり、煬帝はこの主帥を捕縛して大理寺に送らせた。源師は律令にのっとって徒刑にあたると奏上したが、煬帝は主帥を斬らせようとした。源師がこれを諫めたので、煬帝は聞き入れて取りやめた。のちに刑部侍郎に転じた。まもなく在官のまま死去した。子に源崑玉があった。

## 伝記資料
- 『隋書』巻六十六 列伝第三十一
- 『北斉書』巻四十三 列伝第三十五
- 『北史』巻二十八 列伝第十六